# 切尔瑙伊·蒂博尔
切尔瑙伊·蒂博尔（匈牙利語：Csernai Tibor，1938年12月3日—2012年9月11日），匈牙利男子足球运动员。他曾代表匈牙利国家队参加1964年夏季奥林匹克运动会足球比赛，获得一枚金牌。